# Ariadna cephalotes
Ariadna cephalotes là một loài nhện trong họ Segestriidae.
Loài này thuộc chi Ariadna. Ariadna cephalotes được Eugène Simon miêu tả năm 1907.